# Резня в Эльдорадо-ду-Карахас
Резня в Эльдорадо-ду-Карахас— расстрел полицией Бразилии 19 фермеров во время усмирения попытки перекрыть шоссе BR-155 17 апреля 1996 года.

## Фон
Блокада была частью протестов фермеров, связанных с Movimento Sem Terra (Движение фермеров без земли), направленных на занятие окраины местного латифундия возле Эльдорадо-ду-Карахас в ожидании решения Управления земельной реформы (INCRA) об экспроприации земли. Эта организация объединила фермеров, лишенных земли в результате полулегальной и нелегальной деятельности крупных предпринимателей.
Нарушение полномочий и использование боевых патронов было одобрено двумя начальниками полиции, нанятыми местным домовладельцем Рикардо Маркондесом де Оливером. Осмотр места расправы показал, что не менее 7 крестьян были казнены мачете уже после завершения усмирения .

## Последствия
С полковника и майора, командующих операцией, первоначально были сняты обвинения, что вызвало возмущение организаций, работающих в сфере защиты прав человека, в том числе Хьюман Райтс Вотч. В конечном итоге командиры были приговорены в мае 2012 года к 228 и 158 годам лишения свободы соответственно .
Оккупированный латифундий был экспроприирован в апреле 1997 года и теперь на нем находится поселение, а рядом с автострадой создан мемориал резни .